# 6972 Helvetius
6972 Helvetius (1992 GY3) là một tiểu hành tinh vành đai chính được phát hiện ngày 4 tháng 4 năm 1992 bởi Elst, E. W. ở La Silla.